# Humilladero
Humilladero là một đô thị trong tỉnh Málaga, cộng đồng tự trị Andalusia Tây Ban Nha. Đô thị này có diện tích là 35 ki-lô-mét vuông, dân số năm 2009 là 3291 người với mật độ 94,03 người/km². Đô thị này có cự ly 69 km so với tỉnh lỵ Málaga.